# John Charles Linthicum

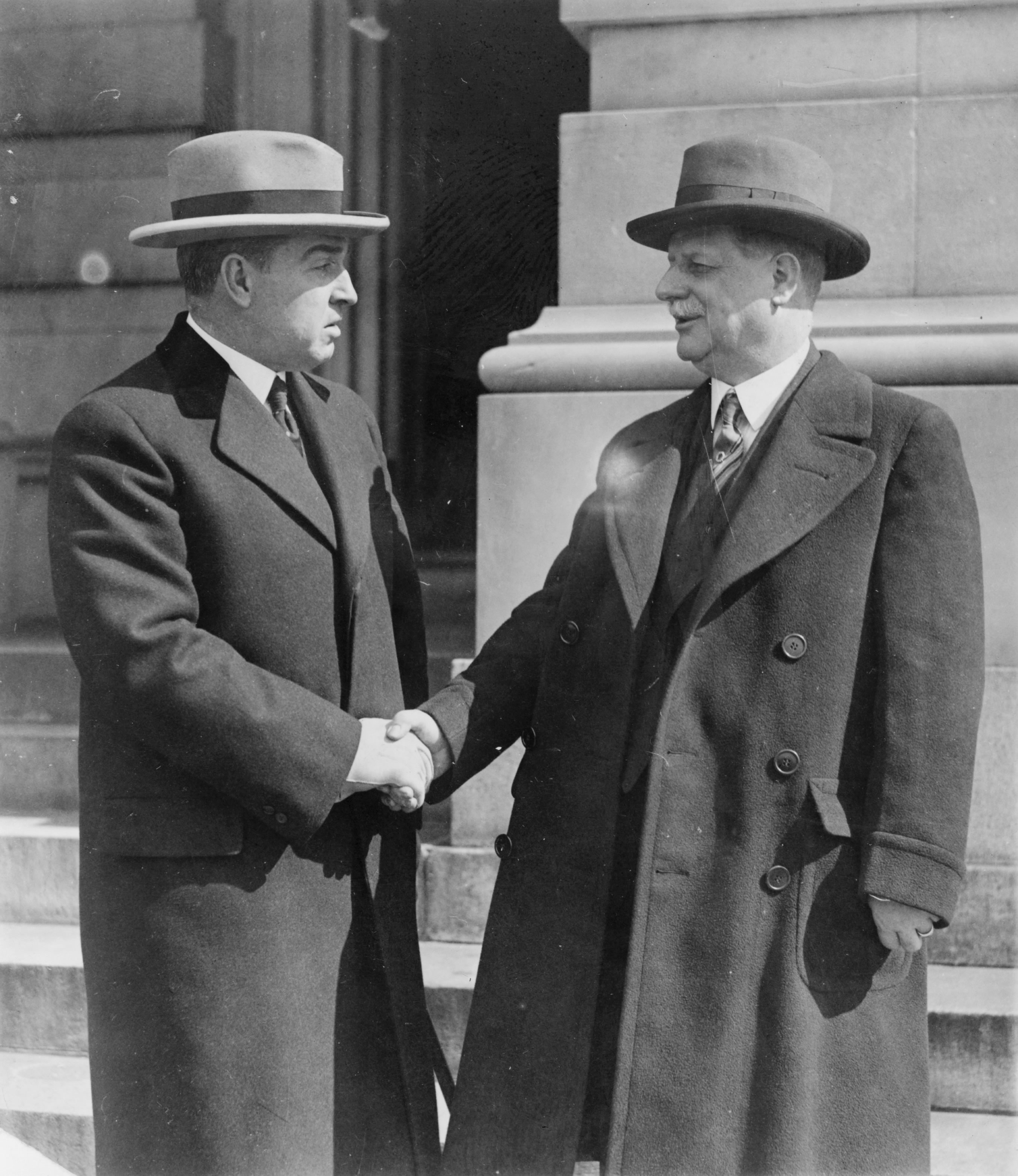
John Charles Linthicum (rechts) mit John Hill (1927)

John Charles Linthicum (* 26. November 1867 in Linthicum Heights, Anne Arundel County, Maryland; † 5. Oktober 1932 in Baltimore, Maryland) war ein US-amerikanischer Politiker. Zwischen 1911 und 1932 vertrat er den Bundesstaat Maryland im US-Repräsentantenhaus.

## Werdegang
John Linthicum besuchte öffentliche Schulen in seiner Heimat und studierte danach bis 1886 an der Maryland State Normal School in Baltimore. Danach war er für einige Jahre im Schuldienst tätig. Dann setzte er seine Ausbildung an der Johns Hopkins University fort, an der er Geschichte und politische Wissenschaften studierte. Nach einem Jurastudium an der University of Maryland und seiner 1890 erfolgten Zulassung als Rechtsanwalt begann er in Baltimore in diesem Beruf zu arbeiten. Gleichzeitig schlug er als Mitglied der Demokratischen Partei eine politische Laufbahn ein. In den Jahren 1904 und 1905 saß er im Abgeordnetenhaus von Maryland; zwischen 1906 und 1909 gehörte er dem Staatssenat an. Im Jahr 1907 kandidierte Linthicum erfolglos für das Amt des Bürgermeisters von Baltimore. Von 1908 bis 1912 gehörte er als Judge Advocate General zum Stab von Gouverneur Austin Lane Crothers.
Bei den Kongresswahlen des Jahres 1910 wurde Linthicum im vierten Wahlbezirk von Maryland in das US-Repräsentantenhaus in Washington, D.C. gewählt, wo er am 4. März 1911 die Nachfolge von John Gill antrat. Nach zehn Wiederwahlen konnte er bis zu seinem Tod am 5. Oktober 1932 im Kongress verbleiben. In diese Zeit fiel der Erste Weltkrieg. Außerdem wurden in den Jahren 1913, 1919 und 1920 der 16., der 17., der 18. und der 19. Verfassungszusatz ratifiziert. Von 1931 bis 1933 war Linthicum Vorsitzender des Auswärtigen Ausschusses. 1924 nahm er als Delegierter an der Democratic National Convention in New York teil. Im Kongress setzte er sich für die im Jahr 1933 erfolgte Aufhebung des 18. Verfassungszusatzes ein. Dabei ging es um das Prohibitionsgesetz. Er brachte auch den Gesetzentwurf ein, durch den The Star-Spangled Banner zur Nationalhymne erklärt wurde. Zum Zeitpunkt seines Todes war John Linthicum bereits zur Wiederwahl nominiert worden.